# 哈吉—普罗丹暴动

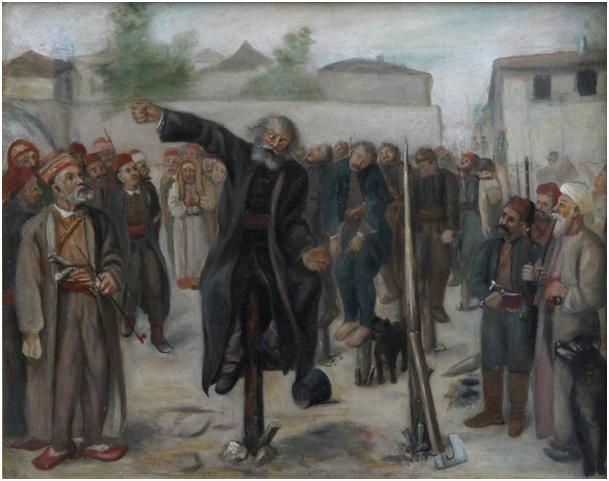
哈吉—普罗丹暴动

哈吉—普罗丹暴动是1814年9月27日-12月30日间，塞爾維亞人发动的一场反奥斯曼帝国暴动，这场暴动发生在第一次塞尔维亚起义和第二次塞尔维亚起义之间。暴动很快失败。此后，奥斯曼帝國提高塞爾維亞人的税收，並且強迫塞爾維亞人勞動。